# Auguste Dreyfus
Auguste  Dreyfus Marx (Wissembourg, Francia, 30 de junio de 1827-París, 25 de mayo de 1897) empresario y banquero francés de origen judío. Se trasladó a Lima, donde se dedicó al comercio de telas. En 1859 se incorporó como accionista de la Casa Dreyfus y Hermanos, empresa mercantil que sus hermanos habían fundado en París, de la que paulatinamente llegó a tomar el control. En 1869, con el apoyo de la Sociedad General de París, fundó una empresa extractora del guano de islas del litoral del Perú, y ese mismo año suscribió con el Estado peruano el primer Contrato Dreyfus, que lo benefició con la exclusividad del negocio guanero. Gracias a este negocio hizo una gran fortuna, dejando en herencia más de 50 millones de francos. Su influencia en las finanzas peruanas fue significativa a lo largo de los años 1870, previo al estallido de la guerra del Pacífico.

## Biografía
Auguste Dreyfus nació en la villa de Wissembourg, departamento del Bajo Rhin, en Francia. Sus padres fueron Eduard Dreyfus y Sara Marx, ambos judíos. Sin embargo, Augusto, a los 17 años de edad, se convirtió al catolicismo.
Acompañado de su hermano León Dreyfus, quien era médico, llegó a Lima, la capital del Perú, en 1857 o 1858. Ambos se dedicaron a la venta de joyas y telas en un almacén ubicado en la calle del Correo. El volumen de sus importaciones llegaba a los cien mil francos anuales. Pronto se ganó un lugar en la alta sociedad limeña. El 18 de agosto de 1862 contrajo matrimonio con Sofía Bergmann, hija de un próspero hombre de negocios de Lima.
Mientras tanto, en París, sus hermanos Jerónimo, Isidoro y Próspero Dreyfus, con un capital exiguo, habían fundado en 1852 la Casa Dreyfus y Hermanos, con el propósito de exportar telas y otros productos al Perú. En 1859 Augusto Dreyfus fue incorporado a esta sociedad, tras convencer a sus parientes de las ventajas de ampliar el capital y diversificar las operaciones. Comenzó como socio minoritario con 55.000 francos, mientras que Próspero contribuyó con 360.000, Jerónimo con 120.000 e Isidoro con 65.000. Esta segunda sociedad se disolvió a fines de 1863. Isidoro y Augusto quedaron como únicos dueños del negocio. En 1864 ingresó a la sociedad León, el hermano médico, quien en 1866 reemplazó a Isidoro. Esta tercera compañía terminó en 1869. A partir de ese momento, Augusto se convirtió en la figura preponderante de la empresa, debido a su gran habilidad y perseverancia para los negocios.

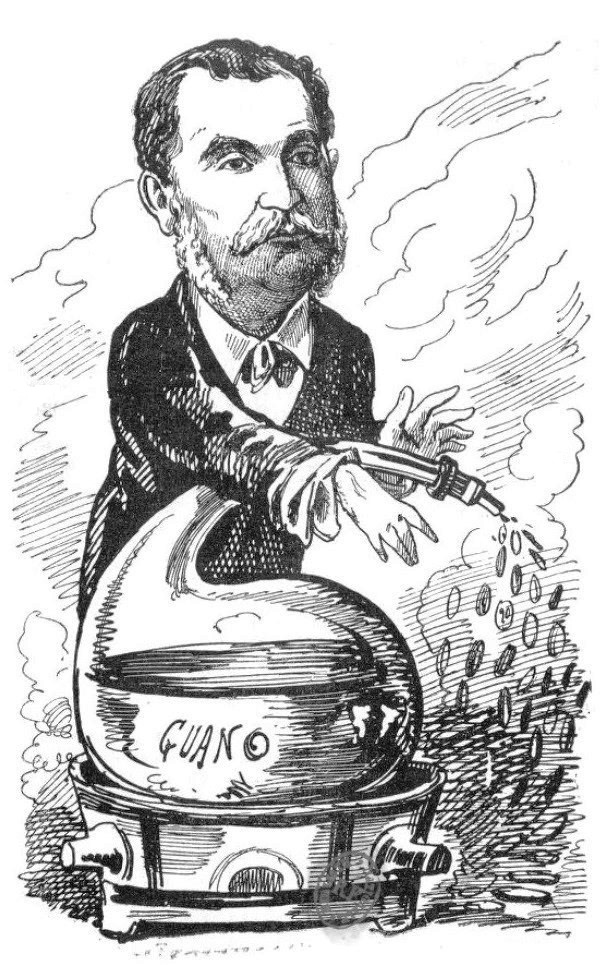
Auguste Dreyfus, representado en una caricatura de 1873.

Se dice que por casualidad llegó sus manos los documentos de una casa consignataria dedicada al comercio guanero, percatándose entonces de que podía obtener enormes ganancias comerciando con el guano de islas, entonces de mucha demanda en el mercado internacional por sus propiedades fertilizantes. Ante la prometedora perspectiva, Dreyfus formó en París un sindicato financiero con un capital de 60 millones de francos, de los cuales 22 millones y medio fueron aportados por la Sociedad General, entidad bancaria con sede en la capital francesa. También hubo en esta empresa accionistas peruanos, como Andrés Álvarez Calderón, que participó con 6 millones de francos.
Con dicha sociedad encabezada por Dreyfus, el gobierno peruano suscribió el 5 de julio de 1869 el célebre Contrato Dreyfus, cuyo artífice fue Nicolás de Piérola, el ministro de Hacienda del presidente José Balta. Según este contrato, Dreyfus compraría dos millones de toneladas de guano, valorados en 73 millones de soles, que debía abonar a razón de 700.000 soles mensuales; al mismo tiempo se comprometía a dar al estado peruano un adelanto de dos millones de soles, comprometiéndose, además, a cubrir el servicio de la deuda externa peruana que ascendía a cinco millones de soles anuales.
Gracias al contrato Dreyfus, el estado peruano pudo aliviar temporalmente su escasez de fondos, y contando con este respaldo, concertó con la Casa Dreyfus millonarios préstamos a cuenta de las futuras ganancias del guano. Ese dinero prestado se usó especialmente en la construcción de ferrocarriles y en obras públicas. Pero esa situación de bonanza no duró mucho, debido a la caída del precio del guano, que empezó a sufrir la competencia del salitre. Para 1872, el Perú tenía una de las mayores deudas públicas del mundo.
El contrato Dreyfus, a la larga, resultó nefasto para la economía peruana. A partir de 1873, Dreyfus dejó de enviar las remesas mensuales al Estado peruano, porque, según sus informes, todos los ingresos del guano solo alcanzaban para cubrir el pago de la deuda externa. A la postre dejó también de pagar los servicios de esta deuda, y aún más, comenzó a desprestigiar al Perú en la bolsa europea, lo que originó el descenso de la cotización de los títulos peruanos; para diciembre de 1873, los bonos de la deuda externa se cotizaban en el mercado europeo en un 49% de su valor nominal. En 1874, Dreyfus llegó a un acuerdo con el Estado peruano, comprometiéndose a pagar los servicios de la deuda externa en tres semestres (julio de 1874, enero de 1875 y julio de 1875). Finalizado el último pago, el Estado reasumió sus obligaciones como pagador directo, y finalmente, en 1876, reasumió su derecho a vender con su propia cuenta el guano de islas. Quedó así derogado el contrato Dreyfus, aunque después se supo que la empresa había vendido 360.000 toneladas de guano más de lo pactado.
Pese a los esfuerzos de revertir la situación que hicieron los sucesivos gobiernos de Manuel Pardo y Lavalle y Mariano Ignacio Prado, la crisis económica arreció en el Perú, deviniendo en bancarrota, justo en el momento en que este país necesitaba urgentemente armarse para equilibrar el poderío bélico que iba ganando Chile, nación que por entonces llevaba adelante su política expansionista en el litoral boliviano y amenazaba el sur peruano, todos ellos territorios ricos en guano y salitre.
Bajo la dictadura de Nicolás de Piérola, en plena Guerra del Pacífico, el estado peruano volvió a dar a Dreyfus el monopolio del comercio del guano peruano (1880). Pero el nuevo contrato no se cumplió, pues ya por entonces los chilenos ocupaban los depósitos guaneros.

## Descendencia
Con su primera esposa, Sofía Bergmann Rubio de Dreyfus (fallecida en París en 1871) no tuvo hijos. Volvió a contraer matrimonio con otra peruana, doña Luisa María González Orbegoso, marquesa de Villa Hermosa, hija de Vicente González Pinillos y de Emilia Orbegoso y nieta del mariscal Luis José de Orbegoso y Moncada, que fuera presidente del Perú. La boda tuvo lugar en Lima el 18 de enero de 1873. De esta unión nació Luis Dreyfus y González Orbegoso y Eduardo Vicente Dreyfus y González Orbegoso (París, 1877), que heredó el título de conde de Premio Real y se dedicó a la pintura, descollando como un excelente retratista. Eduardo se casó con la princesa Ana de Talleyrand Périgord y Contaut de Biron, perteneciente a la familia de los príncipes de Sagán y de Benevento, duques de Montmorency. Ambos visitaron el Perú en octubre de 1910 para conocer las propiedades que poseían en Lima y Trujillo.